# HC Pardubice
Der HC Dynamo Pardubice ist ein tschechischer Eishockeyklub aus Pardubice. Bis 2009 war der Verein nach dem Hauptsponsor HC Moeller Pardubice benannt, doch nach der Übernahme der Moeller GmbH durch die Eaton Corporation wechselte auch der Vereinsname. 2011 übernahm erneut die Bank ČSOB das Hauptsponsoring des Vereins. Der 1993 entstandenen tschechischen Extraliga gehört Pardubice ohne Unterbrechung an, damit ist Pardubice mehr als ein halbes Jahrhundert erstklassig.

## Geschichte
Zuvor nur als Hobbysport betrieben, entwickelte sich im LTC Pardubice ab 1925 organisierter Eishockeysport. 1949 stieg der Verein in die höchste Spielklasse der damaligen Tschechoslowakei auf und bis zu deren Auflösung 1993 nie mehr ab. 1973, 1987 und 1989 wurde der Klub Tschechoslowakischer Eishockeymeister.

### Höhen und Tiefen (1991–2002)
Vor der Saison 1991/92 nannte sich der Verein in HC Pardubice um, da das Patronat durch TESLA im Zuge der wirtschaftlichen Umwälzungen beendet wurde. Die erste Spielzeit 1993/94 der neuen, rein tschechischen Extraliga begann der Club mit einer Mischung aus erfahrenen und jungen Spielern. Mit diesem Kader erreichte der Club das Play-off-Finale gegen den HC Olomouc, in welchem man mit 1:3 unterlag. Trotz dieser Niederlage wurde die Platzierung als Erfolg gewertet, zumal Radovan Biegl als Torhüter des Jahres ausgezeichnet wurde und Richard Král mit 43 Toren die Torjägerkrone gewann. Zudem wurde der damals 18-jährige Milan Hejduk als bester Nachwuchsspieler geehrt und Trainer Marek Sýkora als Trainer des Jahres ausgezeichnet.
In der folgenden Spielzeit konnte die Mannschaft nicht an diese Erfolge anknüpfen und verpasste die Play-offs. Stattdessen musste sie in den Play-downs antreten, in denen sie den insgesamt zehnten Platz belegte. Der Abgang von Stammspielern wie Král oder Biegl wurde durch den Einsatz von Juniorenspielern, unter anderem Petr Sýkora, kompensiert, was aber in der Spielzeit 1995/96 erneut zum Verpassen der Play-offs und zum Antritt in den Play-downs führte. In diesen belegte der in HC IPB Pojišťovna Pardubice umbenannte Club wieder den zehnten Platz.
Im Sommer 1996 verpflichtete die Vereinsführung mit Miloš Říha einen neuen, jungen Cheftrainer, der zusammen mit Josef Paleček die Mannschaft zu erfolgen führen sollte. In der ersten Saison seiner Amtszeit belegte Říha mit dem Team in der Hauptrunde den fünften Platz und erreichte das Play-off-Halbfinale gegen den späteren Meister HC Petra Vsetín. Die Verdienste des Trainers wurden durch die Liga gewürdigt, als diese Miloš Říha als Trainer des Jahres auszeichneten. Zu den aufstrebenden Nachwuchsspielern, die diesen Erfolg ermöglichten, gehörten der damals 25-jährige Dušan Salfický und Milan Hejduk.
2001 begannen umfangreiche Rekonstruktionsarbeiten an der Eishalle, die nach Beendigung dieser in Duhová Aréna umbenannt wurde. In der Saison 2001/02 wurden zwei Nachwuchsmannschaften des Vereins Landesmeister ihrer Altersklasse, während die Herrenmannschaft in der ersten Play-off-Runde ausschied.

### Meisterschaften in Tschechien (seit 2002)

Logo des HC Moeller Pardubice

Der HC Pardubice erreichte in der Saison 2003/04 mit 32 Siegen aus 52 Partien den Gewinn der Hauptrunde. Damit qualifizierte sich das Team für die Play-offs, scheiterte aber in der ersten Runde in sieben Spielen am HC Lasselsberger Plzeň. Mit durchschnittlich 8.200 Zuschauern hatte der HC Pardubice in der Hauptrunde die meisten Zuschauer der Extraliga.

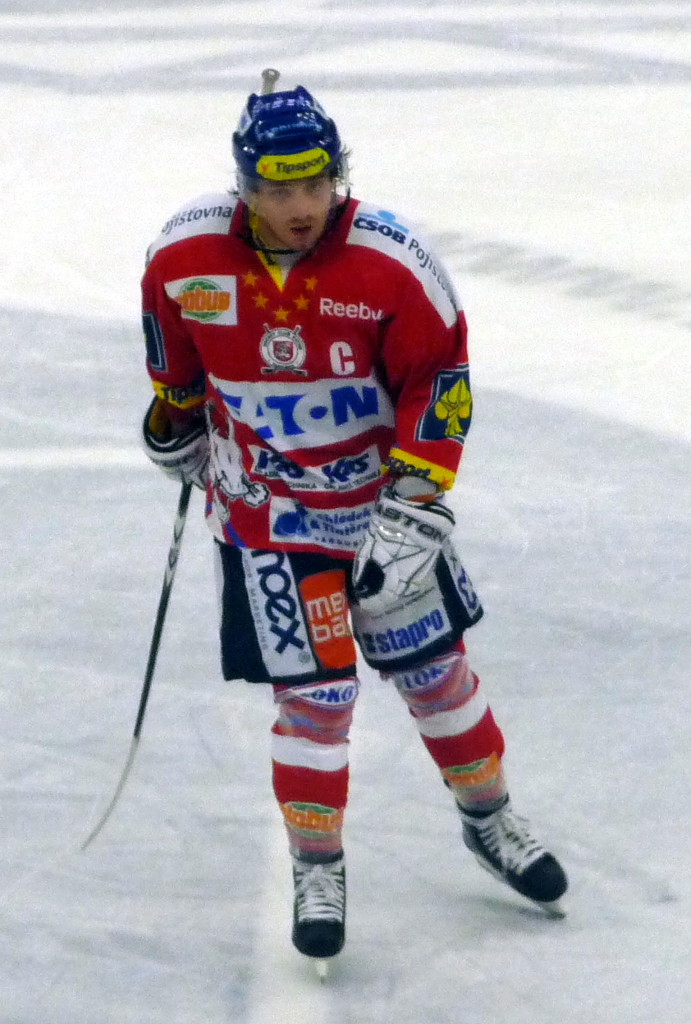
Petr Koukal, langjähriger Kapitän des HCP

In der folgenden Spielzeit kehrten aufgrund des Lockouts in der National Hockey League viele tschechische Spieler in ihre Heimat zurück. So konnte der HC Pardubice mit Jan Bulis, Michal Mikeska und Milan Hejduk eine komplette Reihe mit NHL-Spielern aufbieten, die am Ende der Hauptrunde die Plätze eins bis drei der Topscorertabelle belegten. Zudem verpflichtete der Verein den slowakischen Torhüter Ján Lašák, der sich zu einer wichtigen Stütze des Teams entwickelte. Am Ende der Hauptrunde belegte das Team, welches von Kapitän Jiří Dopita angeführt wurde, den dritten Tabellenrang und qualifizierte sich damit für die Play-offs. In diesen besiegte das Team zunächst den HC Rabat Kladno und danach die Bílí Tygři Liberec und erreichte damit das Finale um die tschechische Meisterschaft gegen den HC Hamé Zlín. Letzterer wurde mit einem Sweep, also 4:0 Siegen, besiegt. Damit gewann der HC Pardubice den ersten tschechischen Meistertitel der Vereinsgeschichte. Nach der Saison wurde Aleš Hemský als MVP der Play-offs, Ján Lašák mit dem Goldenen Helm sowie Michal Mikeska als Number One ausgezeichnet.
Im Sommer 2009 kehrten viele Spieler der sogenannten goldenen Generation aus der National Hockey League nach Tschechien zurück. Zu diesen gehörte auch Dominik Hašek, der sein Comeback beim HC Eaton Pardubice gab. Aufgrund der weltweiten Finanzkrise kürzten die meisten Clubs der Extraliga ihre Budgets um bis zu 25 Prozent. Daher mussten die tschechischen Klubs auch verstärkt nordamerikanische oder skandinavische Spieler verpflichten, da diese im Vergleich zu tschechischen Topspielern geringere Gehälter verlangten. Infolgedessen spielen in der Saison 2009/10 so viele nicht osteuropäische Spieler wie noch nie seit Gründung der Extraliga. Der HC Eaton Pardubice verpflichtete so Adam Pineault, Aaron MacKenzie und Jeff Jillson.
Im Finale der Play-offs 2010 traf der Vorrunden-Dritte HC Eaton Pardubice auf den HC Vítkovice Steel. Mit einem Sweep besiegte die Mannschaft aus Pardubice die Stahlwerker aus Ostrava mit 4:0. Dabei gewann der Verein den fünften Meistertitel der Vereinsgeschichte und stellte zwei neue Rekorde auf: Zwölf Siege in den Play-offs hatte bis 2010 keine Mannschaft geschafft und der 45-jährige Torhüter Dominik Hašek war der älteste Spieler, der jemals in der Extraliga auflief. Letzterer trug mit überragenden Leistungen, unter anderem einem Gegentorschnitt von 1,68, drei Shutouts und einer Fangquote von 93,68 Prozent, zu diesem Erfolg bei.
Vor der Saison 2022/23 kaufte der HC Pardubice die 1. Liga-Lizenz des  HC Stadion Vrchlabí, mit dem der Klub zuvor kooperiert hatte, und gründete eine neue Mannschaft für die 1. Liga, den HC Dynamo Pardubice B. Die Heimspiele der Mannschaft werden in Chrudim ausgetragen.

## Vereinsnamen
1925 LTC Pardubice, später ZSJ Slavia Pardubice, ab 1953 Dynamo Pardubice, ab 1960 Tesla Pardubice, ab 1990 HC Pardubice, ab 1995 HC IPB Pojišťovna Pardubice, ab 2002 HC ČSOB Pojišťovna Pardubice, ab 2003 HC Moeller Pardubice (nach dem Sponsor Moeller GmbH). Mai 2009 bis 2011 HC Eaton Pardubice, bis Juni 2015 HC ČSOB Pojišťovna Pardubice, seitdem HC Dynamo Pardubice.

## Erfolge
- Tschechoslowakischer Meister: 1973, 1987, 1989
- Tschechischer Meister: 2005, 2010, 2012
- Vize-Europapokalsieger 1974, 1988

## Statistik

### Platzierungen 1937–1993
| Saison    | Hauptrunde | Spiele | S  | U  | N  | Torv.   | Punkte | Endrunde | Trainer                                                                            |
| --------- | ---------- | ------ | -- | -- | -- | ------- | ------ | --- | ---------------------------------------------------------------------------------- |
| 1937/1938 | 7. Platz   | 3      | 0  | 0  | 3  | 01:15   | 0      | – |                                                                                    |
| 1950/1951 | 8. Platz   | 14     | 3  | 2  | 9  | 43:71   | 8      | – | Emil Zettel                                                                        |
| 1951/1952 | 5. Platz   | 10     | 0  | 4  | 6  | 31:56   | 4      | Relegation gegen Staré Město 2:0                                                                                | Bohuslav Rejda                                                                     |
| 1952/1953 | 4. Platz   | 12     | 5  | 3  | 4  | 47:52   | 14     | Platzierungsspiele; 11. Platz                                                                                   | Bohuslav Rejda                                                                     |
| 1953/1954 | 6. Platz   | 10     | 2  | 3  | 5  | 39:46   | 7      | Relegation gegen Sokol BK Mladá Boleslav 2:0                                                                    | Bohuslav Rejda                                                                     |
| 1954/1955 | 6. Platz   | 14     | 4  | 2  | 8  | 54:62   | 10     | – | Bohuslav Rejda                                                                     |
| 1955/1956 | 4. Platz   | 12     | 5  | 2  | 5  | 53:51   | 12     | – | Bohuslav Rejda                                                                     |
| 1956/1957 | 9. Platz   | 26     | 9  | 4  | 13 | 97:101  | 22     | – | Bohuslav Rejda                                                                     |
| 1957/1958 | 7. Platz   | 22     | 12 | 2  | 8  | 97:84   | 26     | – | Bohuslav Rejda                                                                     |
| 1958/1959 | 5. Platz   | 22     | 10 | 5  | 7  | 90:77   | 25     | – | Bohuslav Rejda                                                                     |
| 1959/1960 | 3. Platz   | 22     | 11 | 4  | 7  | 96:77   | 26     | – | Bohuslav Rejda                                                                     |
| 1960/1961 | 5. Platz   | 32     | 15 | 1  | 16 | 109:119 | 31     | – | Vladimír Kobranov und Josef Novák                                                  |
| 1961/1962 | 6. Platz   | 32     | 10 | 3  | 19 | 118:150 | 23     | – | Vladimír Kobranov und Josef Novák                                                  |
| 1962/1963 | 9. Platz   | 32     | 13 | 4  | 15 | 130:144 | 30     | – | Vladimír Kobranov und Josef Novák                                                  |
| 1963/1964 | 5. Platz   | 32     | 14 | 5  | 13 | 157:141 | 33     | – | Josef Novák                                                                        |
| 1964/1965 | 5. Platz   | 32     | 15 | 3  | 14 | 159:153 | 33     | – | Josef Novák, ab Dezember 1964 Vladimír Kaiser                                      |
| 1965/1966 | 5. Platz   | 36     | 18 | 4  | 14 | 174:145 | 40     | – | Bohuslav Rejda                                                                     |
| 1966/1967 | 5. Platz   | 36     | 18 | 4  | 14 | 142:134 | 40     | – | Bohuslav Rejda                                                                     |
| 1967/1968 | 8. Platz   | 36     | 9  | 7  | 20 | 118:134 | 25     | – | Bohuslav Rejda                                                                     |
| 1968/1969 | 4. Platz   | 36     | 17 | 3  | 16 | 150:137 | 37     | – | Karel Mach                                                                         |
| 1969/1970 | 7. Platz   | 36     | 13 | 5  | 18 | 131:146 | 31     | – | Karel Mach                                                                         |
| 1970/1971 | 6. Platz   | 36     | 14 | 5  | 17 | 127:135 | 33     | Play-offs verpasst                                                                                              | Horymír Sekera                                                                     |
| 1971/1972 | 4. Platz   | 36     | 17 | 6  | 13 | 124:112 | 40     | – | Horymír Sekera                                                                     |
| 1972/1973 | 1. Platz   | 36     | 24 | 3  | 9  | 154:92  | 44     | Halbfinale 3.2 gegen Bratislava, im Finale 4:2 gegen Dukla Jihlava, Meister                                     | Horymír Sekera, Josef Novák                                                        |
| 1973/1974 | 3. Platz   | 44     | 23 | 9  | 12 | 151:125 | 55     | – | Florián Střída, Josef Novák                                                        |
| 1974/1975 | 2.         | 44     | 25 | 4  | 15 | 151:112 | 54     | – | Florián Střída, Vlastimil Franc                                                    |
| 1975/1976 | 2. Platz   | 32     | 19 | 6  | 7  | 127:92  | 44     | – | Florián Střída, Vlastimil Franc                                                    |
| 1976/1977 | 4. Platz   | 44     | 20 | 10 | 14 | 175:145 | 50     | – | Florián Střída, Vlastimil Franc                                                    |
| 1977/1978 | 7. Platz   | 44     | 14 | 11 | 19 | 127:131 | 39     | – | Otakar Mareš, Horymír Sekera                                                       |
| 1978/1979 | 6. Platz   | 44     | 18 | 9  | 17 | 161:158 | 45     | – | Otakar Mareš, Horymír Sekera                                                       |
| 1979/1980 | 10. Platz  | 44     | 15 | 5  | 24 | 163:175 | 35     | – | Otakar Mareš, Horymír Sekera                                                       |
| 1980/1981 | 7. Platz   | 44     | 19 | –  | 25 | 169:190 | 38     | – | Zdeněk Uher, Pavel Beránek                                                         |
| 1981/1982 | 6. Platz   | 44     | 20 | –  | 24 | 183:169 | 40     | – | Zdeněk Uher, Karel Franěk                                                          |
| 1982/1983 | 3. Platz   | 44     | 24 | 5  | 15 | 180:134 | 53     | – | Zdeněk Uher, Karel Franěk                                                          |
| 1983/1984 | 3. Platz   | 44     | 22 | 8  | 14 | 150:133 | 52     | – | Zdeněk Uher, Karel Franěk                                                          |
| 1984/1985 | 4. Platz   | 44     | 22 | 5  | 17 | 159:154 | 49     | – | Karel Franěk, Horymír Sekera                                                       |
| 1985/1986 | 4. Platz   | 34     | 15 | 7  | 12 | 122:108 | 37     | Viertelfinale 3:2 gegen Dukla Trenčín, Halbfinale 2:3 gegen VTJ Košice, Spiel um Platz 3: 2:1 gegen TJ Litvínov | Karel Franěk, Horymír Sekera                                                       |
| 1986/1987 | 1. Platz   | 34     | 22 | 2  | 10 | 142:87  | 46     | Viertelfinale TJ Gottwaldov 2:0, Halbfinale VTJ Košice 2:0, im Finale 3:2 gegen Dukla Jihlava, Meister          | Karel Franěk, Horymír Sekera                                                       |
| 1987/1988 | 6. Platz   | 34     | 15 | 7  | 12 | 131:113 | 37     | Viertelfinale 1:3 gegen TJ Sparta ČKD Prag                                                                      | Karel Franěk und Vladimír Martinec                                                 |
| 1988/1989 | 1. Platz   | 34     | 23 | 6  | 5  | 158:95  | 52     | Viertelfinale 3.0 gegen TJ Litvínov, Halbfinale 3:0 gegen Sparta Prag, Finale 3:1 gegen Dukla Trenčín, Meister  | Vladimír Martinec und Vladimír Šťastný                                             |
| 1989/1990 | 11. Platz  | 44     | 10 | 4  | 24 | 183:216 | 32     | 1. Platz in der Abstiegsrunde                                                                                   |                                                                                    |
| 1990/1991 | 9. Platz   | 52     | 21 | 9  | 22 | 213:211 | 51     | – | Vladimír Martinec und Josef Paleček, ab Januar 1991 Karel Franěk und Josef Paleček |
| 1991/1992 | 6. Platz   | 38     | 17 | 5  | 16 | 130:123 | 39     | 1. Runde 2:3 gegen HC VSŽ Košice                                                                                | Karel Franěk und Josef Paleček                                                     |
| 1992/1993 | 12. Platz  | 40     | 14 | 3  | 23 | 123:161 | 31     | 1. Runde 3:0 gegen Motor České Budějovice, Viertelfinale 0:3 gegen HC CHZ Litvínov                              | Zdeněk Uher und Pavel Beránek                                                      |

### Platzierungen seit 1993
| Saison  | Hauptrunde | Punkte | Platzierung | Kapitän                          | Trainer |
| ------- | ---------- | ------ | ----------- | -------------------------------- | --- |
| 1993/94 | 6. Platz   | 48     | 2. Platz    |                                  | Zdeněk Uher und Antonín Slavík, ersetzt durch Marek Sýkora und Petr Hemský                                                             |
| 1994/95 | 11. Platz  | 37     | 10. Platz   |                                  | Marek Sýkora und Petr Hemský, ersetzt durch Petr Hemský und Jan Levinský                                                               |
| 1995/96 | 13. Platz  | 28     | 13. Platz   |                                  | Jaroslav Holík und Petr Hemský, ersetzt durch Josef Paleček und Florian Strida                                                         |
| 1996/97 | 5. Platz   | 55     | 4. Platz    | Radek Brázda Tomáš Blažek        | Miloš Říha und Josef Paleček |
| 1997/98 | 8. Platz   | 52     | 8. Platz    | Tomáš Blažek                     | Miloš Říha und Josef Paleček |
| 1998/99 | 7. Platz   | 53     | 7. Platz    | Tomáš Blažek                     | Miloš Říha und Milan Chalupa |
| 1999/00 | 8. Platz   | 45     | 8. Platz    | Ladislav Lubina                  | Milan Chalupa und Pavel Marek, später ersetzt von Josef Paleček und Petr Hemský                                                        |
| 2000/01 | 3. Platz   | 82     | 6. Platz    | Otakar Janecký                   | Josef Paleček und Petr Hemský |
| 2001/02 | 3. Platz   | 91     | 5. Platz    | Otakar Janecký                   | Josef Paleček und Petr Hemský |
| 2002/03 | 1. Platz   | 111    | 2. Platz    | Otakar Janecký                   | Miloš Říha und Jiří Seidl |
| 2003/04 | 1. Platz   | 108    | 5. Platz    | Michal Sýkora                    | Miloš Říha und Jiří Seidl |
| 2004/05 | 3. Platz   | 97     | Meister     | Jiří Dopita                      | František Výborný, nach Rücktritt am 30. September 2004 ersetzt durch Vladimír Martinec und Jiří Šejba                                 |
| 2005/06 | 9. Platz   | 72     | 9. Platz    | Tomáš Blažek                     | Vladimír Martinec und Jiří Šejba, ersetzt durch Vladimír Bezdíček und Petr Hemský                                                      |
| 2006/07 | 2. Platz   | 92     | 2. Platz    | Miroslav Hlinka                  | Miloš Říha und Pavel Rohlík |
| 2007/08 | 12. Platz  | 70     | 12. Platz   | Miroslav Hlinka Jan Snopek       | Miloš Říha, später ersetzt von Jiří Šejba und Ladislav Lubina                                                                          |
| 2008/09 | 2. Platz   | 90     | 5. Platz    | Jan Snopek                       | Václav Sýkora und Jiří Seidl |
| 2009/10 | 3. Platz   | 96     | Meister     | Petr Čáslava, später Petr Koukal | Václav Sýkora und Jan Votruba |
| 2010/11 | 5. Platz   | 88     | 3. Platz    | Petr Koukal                      | Josef Jandač und Jan Votruba, später Josef Jandač und Pavel Hynek                                                                      |
| 2011/12 | 3. Platz   | 86     | Meister     | Petr Koukal                      | Pavel Hynek und Ladislav Lubina |
| 2012/13 | 10. Platz  | 73     | 10. Platz   | Radovan Somík                    | Pavel Hynek, Ladislav Lubina, ab Nov. 2012 Mojmír Trličík, Ladislav Lubina, ab Feb. 2013 Miloš Říha, David Pospíšil, Jaroslav Landsman |
| 2013/14 | 7. Platz   | 83     | 7. Platz    | Václav Kočí                      | Zdeněk Venera, Miloš Říha junior |
| 2014/15 | 9. Platz   | 74     | 7. Platz    | Petr Čáslava                     | Zdeněk Venera, Miloš Říha junior, ab Jan. 2015 Miloš Říha, Miloš Říha junior                                                           |
| 2015/16 | 12. Platz  | 57     | 12. Platz   | Tomáš Rolinek                    | Miloš Říha junior, Václav Baďouček – Richard Král, Marek Zadina – Peter Draisaitl, Andrej Potajčuk                                     |
| 2016/17 | 14. Platz  | 44     | 14. Platz   | Tomáš Rolinek                    | Peter Draisaitl, Karel Beran – Pavel Rohlík, Michal Mikeska – Miloš Holaň, Pavel Marek, Otakar Janecký                                 |
| 2017/18 | 6. Platz   | 76     | 6. Platz    | Tomáš Rolinek                    | Miloš Holaň, Otakar Janecký, Pavel Marek                                                                                               |
| 2018/19 | 14. Platz  | 36     | 14. Platz   | Tomáš Rolinek                    | Miloš Holaň, Otakar Janecký, Pavel Marek – Břetislav Kopřiva, Otakar Janecký – Ladislav Lubina, Richard Král, Petr Čáslava             |

## Heimspielstätte

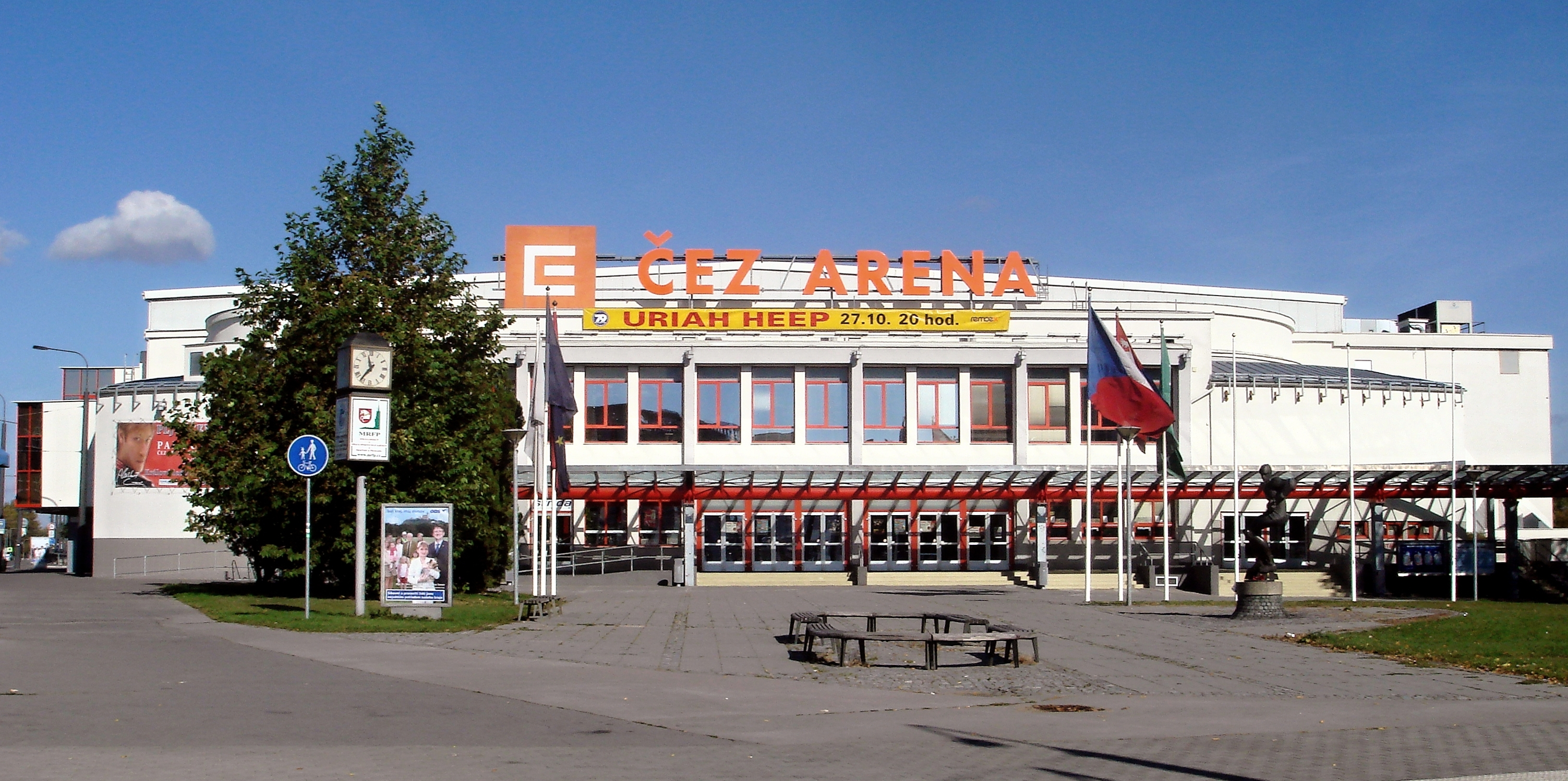
Die enteria arena, Heimspielstätte des Clubs

Der HC Pardubice trägt seine Heimspiele in der enteria arena aus. 1947 stand an der Stelle die erste Kunsteisbahn der Stadt, von 1958 bis 1960 wurde eine Eishalle erbaut, der Vorläufer der heutigen Arena, die 9.483 Zuschauer fasst. Der Eigentümer ist die Stadt Pardubice.
Im Dezember 2023 erhielt der HC Pardubice die Genehmigung der Stadt zum Bau einer Mehrzweckhalle mit 15.000 Plätzen. Ende September 2024 wurden überarbeitete Pläne für den Neubau vom Clubbesitzer und Milliardär Petr Dědek den Stadträten vorgestellt. Das vom Studio OVA entworfene Projekt umfasst eine Halle mit Platz für 22.296 Zuschauer bei Eishockeyspielen. Der untere Rang soll 7518 Sitzplätze, 2207 Stehplätze und 44 behindertengerechte Plätze vorsehen. Der mittlere Rang ist auf 5699 Sitzplätze, 50 Stehplätze und 20 behindertengerechte Plätze ausgelegt. Der obere Rang wird 5512 Sitzplätze und 22 behindertengerechte Plätze bieten. Insgesamt soll es 1224 V.I.P.-Plätze geben. Damit wäre die neue Heimat des HC Pardubice, vor der SKA Arena (21.542) in Sankt Petersburg und der Centre Bell (21.273) in Montreal, die größte Eishockeyhalle der Welt. Zu Konzerten würden z. B., durch die zusätzliche Innenraumnutzung, bis zu 26.000 Plätze zur Verfügung stehen. Daneben wird es eine kleinere Eishalle zu Trainingszwecken geben. Des Weiteren soll ein Hotel und ein Parkhaus entstehen. Die Baukosten werden mit 10,5 Milliarden CZK (rund 417,5 Millionen Euro) angegeben. Die Eröffnung ist für den August 2027 geplant.

## Spieler

### Bekannte ehemalige Spieler
- Pavel Brendl
- Patrik Eliáš
- Dominik Hašek
- Aleš Hemský
- Milan Hejduk
- Karel Vohralík
- Vladimír Nadrchal
- Tomáš Nosek
- Michal Sýkora
- Josef Paleček
- Jiří Dopita
- Petr Průcha
- Lukáš Radil

### Nicht mehr zu vergebende Trikotnummern
- 3 Martin Čech
- 5 Jiří Dolana
- 10 Jiří Šejba
- 13 Vladimír Martinec
- 16 Karel Mach
- 17 Bohuslav Šťastný
- 20 Vladimír Dvořáček
- 20 Jiří Novák
- 21 Milan Koďousek
- 91 Otakar Janecký

### Meisterkader

#### 1972/73
| Torhüter        | Jiří Crha, Ráca |
| Abwehrspieler   | Frantisek Panchártek, Horymir Sekera, Karel Vohralík, Dočkal, Andrt, Slavík, Bezdíček, Bačina                                                       |
| Angriffsspieler | Vladimír Martinec, Jiří Novák, Bohuslav Šťastný, Stanislav Prýl, Frantisek Bulis, Veith, Josef Paleček, Pavlíček, Haňka, Milan Hejduk senior, Čížek |
| Trainer         | Horymir Sekera senior |

#### 1986/87
| Torhüter        | Dominik Hašek, Michal Kopačka |
| Abwehrspieler   | Jan Levinský, Stanislav Mečiar, Jiří Seidl, Radomir Brázda, Milos Hrubeš, Pavel Marek, Petr Prajsler, Martin Střída                                                             |
| Angriffsspieler | Jiří Jiroutek, Otakar Janecký, Jiří Šejba, Miroslav Bažant, Zdeněk Čech, Ladislav Dinis, Libor Herold, Evžen Musil, Josef Slavík, Jiří Kovařík, Ludvik Kopecký, Robert Vršanský |
| Trainer         | Franěk und Hoyrimir Sekera senior |

#### 1988/89
| Torhüter        | Dominik Hašek, Libor Barta |
| Abwehrspieler   | Pavel Marek, Stanislav Mečiar, Jiří Seidl, Petr Vršanský, Martin Střída, Milos Hrubeš, Jan Filip, Tomaš Srnka                                                                                   |
| Angriffsspieler | Otakar Janecký, Jiří Kovařík, Jiří Šejba, Evžen Musil, Robert Vršanský, Zdeněk Čech, Ludvik Kopecký, Jiří Jiroutek, Ladislav Lubina, Libor Herold, Jan Czerlinski, Jiří Lupoměský, Richard Král |
| Trainer         | Vladimír Martinec und Vladimír Šťastný |

#### 2004/05
| Torhüter        | Ján Lašák, Jaroslav Kameš |
| Abwehrspieler   | David Havíř, Andrej Novotný, Jan Snopek, Petr Čáslava, Michal Rozsíval, Petr Mudroch, Tomáš Pácal, Tomáš Linhart                                                                                               |
| Angriffsspieler | Aleš Hemský, Petr Průcha, Jan Bulis, Michal Mikeska, Milan Hejduk, Petr Koukal, Tomáš Blažek, Tomáš Divíšek, Petr Sýkora, Jiří Dopita, Lubomír Korhoň, Tomáš Rolinek, Ľubomír Pištek, Michal Tvrdík, Jan Kolář |
| Trainer         | Vladimír Martinec, Jiří Šejba |

#### 2009/10
| Torhüter        | Dominik Hašek, Vladislav Koutský, Martin Růžička |
| Abwehrspieler   | David Havíř, Jeff Jillson, Václav Kočí, Jan Kolář, Aaron MacKenzie, Kevin Mitchell, Jakub Nakládal, Aleš Píša |
| Angriffsspieler | Jan Buchtele, Jiří Cetkovský, Jan Kolář, Petr Koukal, Adam Pineault, Libor Pivko, Daniel Rákos, Radovan Somík, Rastislav Špirko, Lukáš Nahodil, Robert Kousal, Jan Semorád, Jan Starý, Michal Klejna, Petr Sýkora, Tomáš Zohorna |
| Trainer         | Václav Sýkora, Jan Votruba |

#### 2011/12
| Torhüter        | Martin Růžička, Dušan Salfický |
| Abwehrspieler   | Václav Benák, Casey Borer, Marek Drtina, David Havíř, Jan Klobouček, Václav Kočí, Jan Kolář, Aleš Píša, Vladimír Sičák |
| Angriffsspieler | Martin Bartek, Jan Buchtele, Jiří Cetkovský, Corey Elkins, Jan Kolář, Petr Koukal, Robert Kousal, Jaroslav Markovič, Lukáš Nahodil, Lukáš Radil, Daniel Rákos, Jan Semorád, Radovan Somík, Jan Starý, Martin Šagát, Tomáš Zohorna |
| Trainer         | Pavel Hynek, Ladislav Lubina |